# Potideo

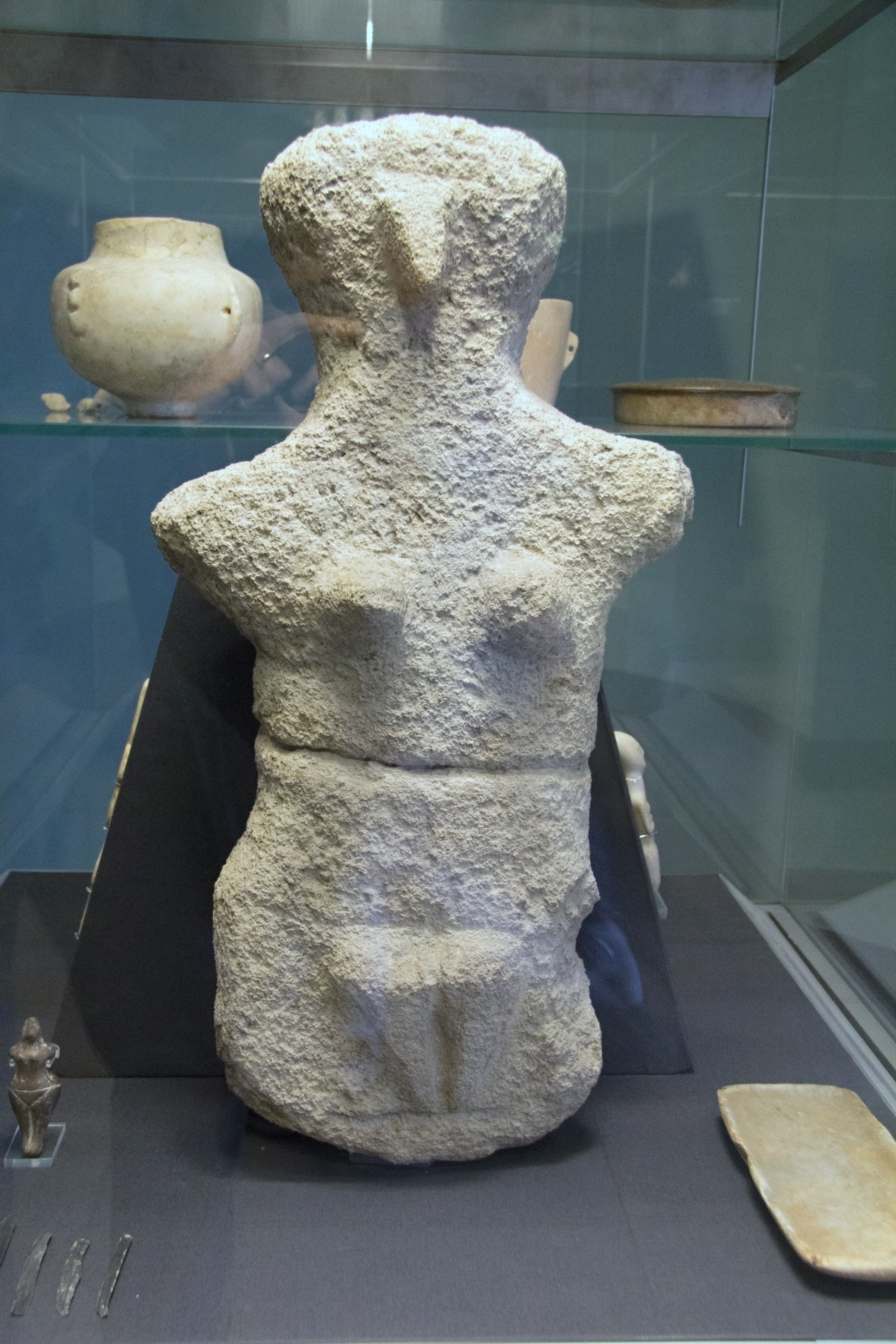
Figurilla femenina que tal vez represente una divinidad, hecha hacia el 3000 a. C., expuesta en el Museo Británico.

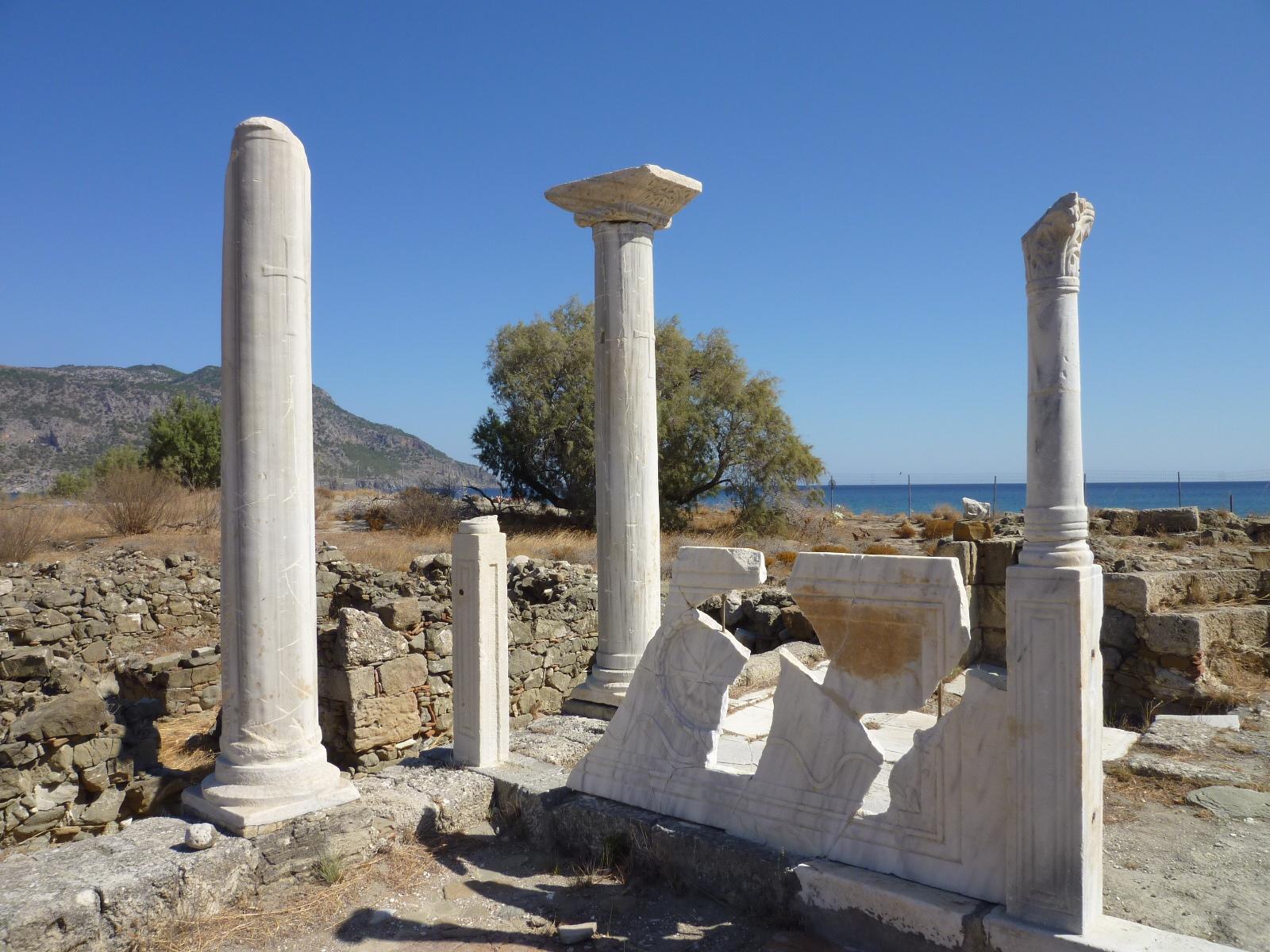
Restos de una de las basílicas de los tiempos de los primitivos cristianos.

Potideo o Posideo (en griego antiguo: Ποτίδαιον, Ποσείδιον) es un antiguo puerto griego de la isla de Kárpatos, perteneciente al Dodecaneso. Se ubicaba en la bahía de la actual Pigadia.

## Historia
Se cree que Potideo era, en el periodo helenístico, el puerto de la antigua polis de Cárpatos, una de las tres que los testimonios antiguos ubican en la isla del mismo nombre. 
Por otra parte, hay vestigios de fases de ocupación de este puerto desde épocas mucho más antiguas: el neolítico tardío y la Edad del Bronce temprano. Es destacable un ídolo femenino fechado en torno al año 3000 a. C. que se expone en Londres, en el Museo Británico.
Con posterioridad, las excavaciones indican que se desarrolló en el lugar un asentamiento minoico, desde el minoico medio o principios del minoico tardío. Más tarde se desarrolló otro asentamiento en época micénica, en el heládico tardío IIIA-IIIB. En esta época se cree que pudo existir una acrópolis micénica en la colina Vunós y una necrópolis al sudoeste. En una de las tumbas de este lugar se encontraron multitud de jarrones.
De las épocas históricas posteriores los hallazgos más antiguos en el área pertenecen al periodo helenístico, en el que se habitó solo un área en torno al puerto. En esta época las ciudades de Cárpatos eran dependientes de Rodas. Está documentada por testimonios epigráficos la existencia de un santuario de Atenea Lindia. Los restos de la acrópolis de este periodo se encuentran en la ladera más cercana a él e incluyen muros, una estructura subterránea para la recolección del agua de lluvia y una inscripción. Prosperó durante la época romana, por lo que Claudio Ptolomeo consideró que el asentamiento tenía la categoría de una ciudad. En la época de los primitivos cristianos había al menos tres basílicas en el lugar. Después, el lugar fue abandonado y no volvió a ser habitado hasta el siglo XIX.